# Santiago Amigorena
Santiago Amigorena (Buenos Aires, Argentina, 15 de febrero de 1962) es un guionista, productor, director y actor argentino naturalizado francés.
En 2007, fue nominado en el Festival Internacional de Cine de Mar del Plata a la Mejor Película con Algunos días en septiembre.
Estuvo casado con la actriz francesa Julie Gayet. Entre 2005 y 2009, tuvo una relación con la actriz francesa Juliette Binoche.

## Novelas
- El gueto interior (2020)